# Isla Nublar
Isla Nublar là một hòn đảo hư cấu ở Trung Mỹ trong tác phẩm nhượng quyền Jurassic Park, lần đầu tiên được mô tả trong cuốn tiểu thuyết năm 1990 cùng tên của Michael Crichton. Đây là bối cảnh chính của bộ phim Công viên khủng long năm 1993, Jurassic World (phim 2015) và Thế giới khủng long: Vương quốc sụp đổ (2018). Cả hai phiên bản tiểu thuyết và phim của công viên giải trí Jurassic Park đều nằm trên Isla Nublar ngoài khơi bờ biển phía tây Costa Rica, đã cho John Hammond, CEO của công ty kỹ thuật sinh học InGen thuê.